# Sturz der Adler
Sturz der Adler (Fall of Eagles) ist eine 13-teilige Miniserie, die 1974 im Auftrag der BBC produziert wurde. Die Handlung der Serie rekonstruiert den Zeitraum von 70 Jahren Weltgeschichte, beginnend im Revolutionsjahr 1848 bis hin zum Waffenstillstand von Compiègne im Jahr 1918.
Dabei erzählt die Serie den Niedergang der drei großen europäischen Monarchien, das Haus Habsburg Österreich-Ungarns, die Hohenzollern des Deutschen Kaiserreichs und die Romanows des Russischen Kaiserreichs.
Die Serie zeichnet sich zum einen dadurch aus, dass eine Vielzahl von Rollen zu sehen ist, und somit ein Aufgebot bekannter Schauspieler, zum anderen auch dadurch, dass der Schauplatz jeder Episode wechselt.

## Episodenliste
1 Death Walz (1853–1860)
- Regie: Bill Hays
- Drehbuch: Hugh Whitemore
- Produktion: Stuart Burge
- Kamera: Peter Sargent
- Schnitt: Chris Wimble

Kaiser Franz Joseph I. ist seit 1848 österreichischer Kaiser, bleibt jedoch fünf Jahre nach Beginn seiner Regierungszeit unverheiratet. Seine Mutter, Erzherzogin Sophie, ist fest entschlossen, die habsburgische Linie zu sichern und bevorzugt ihre Nichte Helene als zukünftige Kaiserin. Franz hat jedoch andere Vorstellungen und bevorzugt Helenes 15-jährige Schwester Elisabeth, die er auch schließlich heiratet. Sie ringt mit ihrer neuen Position als Kaiserin von Österreich, ihrer Mutterschaft und ihrer herrschsüchtigen Schwiegermutter. In dem Bestreben, sich einen Teil ihres eigenen Freiraums zu verschaffen, nimmt sie die Freundschaft mit ihrem alten ungarischen Mentor Graf Mailáth wieder auf. Dies ist jedoch am österreichischen Hof und im Wissen um die Spannungen mit Ungarn unerwünscht.
Darsteller
- Pamela Brown: Erzherzogin Sophie
- Miles Anderson: Kaiser Franz Joseph I.
- Diane Keen: Kaiserin Elisabeth
- Sandor Elès: Graf Gyula Andrássy
- Ann Penfold: Prinzessin Helene
- Donald Gee: Graf Johann Mailáth
- Kathleen Michael: Prinzessin Hildegard
- Noel Fredricks: Berater des Kaisers

2. The English Princess (1858–1871)
- Regie: David Cunliffe
- Drehbuch: John Elliot und Elizabeth Holford
- Produktion: Stuart Burge
- Kamera: Peter Sargent
- Schnitt: Chris Wimble

In der Hoffnung, ein liberales und geeintes Deutschland zu fördern, arrangieren Königin Victoria des Vereinigten Königreichs und Prinz Albert, dass ihre älteste Tochter Victoria Prinz Friedrich, Sohn von Wilhelm I., König von Preußen, heiratet. Doch trotz ihrer Liebe zu Friedrich und ihrer wachsenden Familie ist die britische Prinzessin nicht auf die Zwänge ihres neuen Lebens in Berlin vorbereitet. Ihre politisch liberalen Ansichten und ihr Einfluss auf ihren Mann kollidieren mit denen Otto von Bismarcks und der preußischen Lehre von Eisen und Blut. Bismarck gewinnt Einfluss auf den Kaiser und überrascht Europa mit schnellen Siegen im entscheidenden Österreichisch-Preußischen Krieg und im Deutsch-Französischen Krieg.
Darsteller
- Curd Jürgens: Otto von Bismarck
- Gemma Jones: Prinzessin Victoria
- Maurice Denham: Kaiser Wilhelm I.
- Denis Lill: Prinz Friedrich
- Basil Henson: Helmuth von Moltke
- Geoffrey Chater: Carl von Preußen
- Roger Hammond: Albrecht von Preußen
- Perlita Neilson: Königin Victoria
- Frank Thornton: Prinz Albert
- Anthony Roye: Dr. Martin
- Antony Carrick: Dr. Wegner
- Sandra Clark: Walburga von Hohenthal
- Mike Elles: Prinz Albert Edward
- Adam Cunliffe: Prinz Wilhelm

3. The Honest Broker (1887–1890)
- Regie: David Cunliffe
- Drehbuch: John Elliot
- Produktion: Stuart Burge
- Kamera: Peter Sargent
- Schnitt: Chris Wimble

Da Deutschland unter Preußen vereint ist, strebt Bismarck ein stabilisierendes Bündnis mit den Österreichern und Russen durch den Dreikaiserbund an. Seine Pläne gehen bis zur Beeinflussung des Kaiserenkels Wilhelm. 1888 sterben Wilhelm I. und sein Nachfolger Friedrich III. (Dreikaiserjahr). Rasch besteigt Kaiser Wilhelm II. den Thron; Bismarck muss zurücktreten, als seine Politik und sein politischer Stil mit denen des jungen Kaisers kollidieren. Der alternde Kanzler sucht Unterstützung bei Victoria, aber sie weist ihn zurück und macht seine Einmischung für ihre Entfremdung von ihrem Sohn verantwortlich.
Darsteller
- Curd Jürgens: Otto von Bismarck
- Barry Foster: Prinz Wilhelm
- Maurice Denham: Kaiser Wilhelm I.
- Gemma Jones: Kaiserin Victoria
- Denis Lill: Kaiser Friedrich III.
- Frederick Jaeger: Friedrich August von Holstein
- Tony Jay: Zar Alexander III.
- John Barcroft: Philipp zu Eulenburg
- David McKail: Morell Mackenzie
- Sandra Clark: Walburga von Hohenthal
- Valerie Phillips: Kaiserin Auguste Viktoria

4. Requiem for a Crown Prince (1889)
- Regie: James Ferman
- Drehbuch: John Elliot und David Turner
- Produktion: Stuart Burge
- Kamera: Peter Sargent
- Schnitt: Chris Wimble

Am 30. Januar 1889 erschüttert eine Tragödie das Haus Habsburg, als der liberale Kronprinz Rudolf von Österreich-Ungarn und seine junge Geliebte Baronin Mary Vetsera im Jagdschloss Mayerling im Wienerwald, 24 km südwestlich der Hauptstadt, tot aufgefunden werden – es handelt sich dabei offensichtlich um einen erweiterten Suizid von Rudolf. In Wien und in Mayerling versuchen kaiserliche Beamte, die Ereignisse des Mayerling-Vorfalls zu verbergen, um einen massiven öffentlichen Skandal zu verhindern. Dabei werden auch der Kaiser und die Kaiserin über die wahre Natur der Todesfälle in die Irre geführt. Rudolfs Briefe und der Bericht von Professor Widerhoffer bringen dem Königspaar schließlich die Wahrheit ans Licht. Die in Rückblenden erzählte Episode endet mit der Nachricht von der Ermordung der Kaiserin 1898 in Genf.
Darsteller
- Rachel Gurney: Kaiserin Elisabeth
- Laurence Naismith: Kaiser Franz Joseph I.
- Emrys James: Graf Eduard Taaffe
- Anthony Newlands: Philipp von Sachsen-Coburg und Gotha
- James Cossins: Graf Josef von Hoyos
- Frank Wylie: Ferdinand Gorup von Besánez
- Susan Tracy: Prinzessin Stephanie
- Irene Hamilton: Baroness Helene Vetsera
- Rosamund Greenwood: Ida Ferenczy
- Kenneth Benda: Dr. Hermann von Widerhoffer
- Carleton Hobbs: Abt Heinrich Grünbeck
- Michael Sheard: Johann Loschek
- Patrick Durkin: Josef Bratfisch
- Vernon Dobtcheff: Graf Georg von Stockau
- David Neal: Heinrich Baltazzi
- Olaf Pooley: Franz von Krauß
- Leon Lissek: Polizeiagent Bayer
- John Harrington: Bahnhofsvorsteher

5. The Last Tsar (1894)
- Regie: Bill Hays
- Drehbuch: John Elliot
- Produktion: Stuart Burge
- Kamera: Peter Sargent
- Schnitt: Chris Wimble

Zar Alexander III. bezweifelt die Fähigkeit seines Sohnes und Thronfolgers Nikolaus, den russischen Thron zu erben. Ähnlich ängstlich ist der junge Zarewitsch. Trotz seiner langjährigen Affäre mit der St. Petersburger Ballerina Mathilde Kschessinska und der Missbilligung seiner Mutter über seine Heiratswahl ist er entschlossen, Prinzessin Alix von Hessen-Darmstadt zu heiraten, die anscheinend die passende Partnerin ist. Nikolaus II. reist nach Deutschland und wird dabei von seinen Verwandten unterstützt, darunter sein Cousin Kaiser Wilhelm und Alix’ Großmutter, die alternde Königin Victoria des Vereinigten Königreichs. Inzwischen hat der autokratische Konservatismus der zaristischen Regierung unter der Ägide des Revolutionärs Wladimir Lenin zu großer Unzufriedenheit unter den Fabrikarbeitern geführt.
Darsteller
- Gayle Hunnicutt: Alix von Hessen-Darmstadt
- Charles Kay: Nikolaus II.
- Barry Foster: Kaiser Wilhelm II.
- Patrick Stewart: Wladimir Lenin
- Lynn Farleigh: Nadeschda Krupskaja
- Freddie Jones: Sergei Witte
- Jan Francis: Matilda Kschessinskaja
- Ursula Howells: Dagmar von Dänemark
- Tony Jay: Zar Alexander III.
- David Collings: Pawel Miljukow
- Isla Blair: Elisabeth von Hessen-Darmstadt
- Robert Brown: Sergei Alexandrowitsch Romanow
- John Nightingale: Sergei Michailowitsch Romanow
- Howard Rawlinson: Konstantin I.
- Mavis Edwards: Königin Victoria
- Kevin Stoney: Johannes von Kronstadt
- Denzil Ellis: Viktor von Wahl
- John Sanderson: Der junge Nikolaus
- Leila Hart: Sängerin

6. Absolute Beginners (1903)
- Regie: Gareth Davies
- Drehbuch: Trevor Griffiths
- Produktion: Stuart Burge
- Kamera: Peter Sargent
- Schnitt: Chris Wimble

Nikolaus II. ist nun seit neun Jahren Zar und weigert sich, seine absolute Autorität mit einem von Sozialreformern geforderten Parlament zu teilen. Jetzt verheiratet und in London ansässig, prägt Lenin seine eigene radikalere Art des Marxismus und versucht, die russische Sozialdemokratische Arbeiterpartei und ihre Publikation Iskra von seinem Hauptkonkurrenten Julius Martow zu trennen. Er freundet sich mit Leo Trotzki an, und trotz seines schlechten Gesundheitszustands versucht Lenin auf dem Zweiten SDAPR-Kongress, die Kontrolle zu erweitern. Immer mehr Gemäßigte und Liberale werden an den Rand gedrängt oder ausgeschlossen, wodurch die Partei in Bolschewiki und Menschewiki gespalten wird. Am Grab von Karl Marx verabschieden sich viele ehemalige Genossen von ihm.
Darsteller
- Charles Kay: Zar Nikolaus II.
- Bruce Purchase: Wjatscheslaw von Plehwe
- Patrick Stewart: Wladimir Lenin
- Lynn Farleigh: Nadeschda Krupskaja
- Edward Wilson: Julius Martow
- Michael Kitchen: Leo Trotzki
- Mary Wimbush: Wera Sassulitsch
- Paul Eddington: Georgi Plechanow
- Peter Weston: Nikolai Bauman
- David Freedman: Mikhail Liber
- Julian Fox: Tupuridze
- Raymond Witch: Aleksander Martinow
- Svandis Jons: Marija Uljanowa
- Robert O’Mahoney: Pjotr Krasikow

7. Dearest Nicky (1904–1905)
- Regie: Bill Hays
- Drehbuch: Jack Pulman
- Produktion: Stuart Burge
- Kamera: Peter Sargent
- Schnitt: Chris Wimble

Nikolaus II. ist mit Streiks und der demütigenden Niederlage im Krieg mit Japan beschäftigt. Hinzu kommen die ständigen unaufgeforderten Ratschläge und Geschenke seines Cousins Wilhelm II. und die angeschlagene Gesundheit seines einzigen Sohnes Alexei, der an Hämophilie leidet. Eine steigende Welle der Unzufriedenheit in der St. Petersburger Arbeiterklasse führt zur Ermordung des Innenministers Wjatscheslaw von Plehwe. Die Polizei greift eine Demonstration an, die vom Polizeispion und Priester Georgi Gapon angeführt wird, bei der viele Menschen getötet werden. Nikolaus glaubt, dass sein Volk immer noch loyal ist und sich Veränderungen widersetzt. Wilhelm versucht, ein Bündnis mit Russland zu schmieden. Nikolaus ist bereit, in Anbetracht der deutschen Hilfe zu unterschreiben, aber seine Minister bestehen darauf, dass sie es zuerst Frankreich zur Prüfung vorlegen müssen.
Darsteller
- Gayle Hunnicutt: Alix von Hessen-Darmstadt
- Charles Kay: Zar Nikolaus II.
- Barry Foster: Kaiser Wilhelm II.
- Bruce Purchase: Wjatscheslaw von Plehwe
- Kenneth Colley: Georgi Gapon
- Peter Dyneley: Reichskanzler Bernhard von Bülow
- John Turner: Prinz Pjotr Swjatopolk-Mirski
- Robert Brown: Sergei Alexandrowitsch Romanow
- John Welsh: Erzbischof
- Robert Keegan: Iwan Fullon
- Michael Golden: Alexei Putilow
- Roy Sampson: General Alexei Danilow
- David Dodimead: Wladimir Kokowzow
- James Mellor: Alexei Kuropatkin
- John Quarmby: Wladimir Lamsdorf
- Alan Hockey: Arzt
- Glynne Thomas: Sprecher
- Eileen Helsby: Mutter
- Roger Nott: Sekretär # 1
- John Surman: Sekretär # 2
- Sharon Terry: Tatjana Romanowa

8. The Appointment (1905)
- Regie: David Cunliffe
- Drehbuch: Troy Kennedy Martin
- Produktion: Stuart Burge
- Kamera: Peter Sargent
- Schnitt: Chris Wimble

Als Großherzog Sergei ermordet wird, entlässt Nikolaus II. seinen Polizeichef und hält Pjotr Rachkovsky für einen geeigneten Ersatz, obwohl er nicht vertrauenswürdig erscheint und Gerüchten zufolge Agents Provocateur einsetzt. Sowohl Sergej Witte als auch Kaiserin Alexandra haben ebenfalls große Bedenken, wenn auch aus unterschiedlichen Gründen. Da die Unruhen gären und die Erinnerung an den Blutsonntag noch frisch ist, wird er jedoch ernannt, nachdem er zusätzliche Autorität vom Zaren erbeten hat. Während Nikolaus einige Zugeständnisse, einschließlich der Gründung der Duma, macht, beginnt Rachkovsky, seine Streitkräfte für eine tödliche Säuberung unter Unruhestiftern und Revolutionären in St. Petersburg und darüber hinaus einzusetzen.
Darsteller
- Michael Bryant: Pjotr Ratschkowski
- Gayle Hunnicutt: Alix von Hessen-Darmstadt
- Charles Kay: Zar Nikolaus II.
- Freddie Jones: Sergei Witte
- David Swift: Dmitri Trepow
- John Stratton: Hesse
- David Dodimead: Wladimir Kokowzow
- Victor Winding: Jewno Asef
- Peter Pratt: Sänger
- Rio Fanning: Antragssteller
- Arnold Peters: Schreiber
- Michael Cotterill: Kammerdiener
- Peter Jolley: Berater des Zaren
- Desmond Cullum Jones: Polizeichef
- John Beardmore: Polizeiinspektor
- Paul Haley: Feldwebel

9. Dress Rehearsal (1908–1909)
- Regie: Rudolph Cartier
- Drehbuch: Jack Pulman
- Produktion: Stuart Burge
- Kamera: A. A. Englander
- Schnitt: Peter Evans

Der britische König Edward VII. macht einen Besuch auf der Jacht des Zaren Nikolaus, um ein Bündnis mit Russland zu besprechen. Unterdessen beginnt Russlands Außenminister Alexander Iswolski, die Öffnung des Bosporus für die Schwarzmeerflotte voranzutreiben, wobei er den Zugang zu den Dardanellen der Gewährleistung der Souveränität Serbiens vorzieht. Er wird von Alois Lexa von Aehrenthal überlistet, als Österreich schnell das türkische Territorium Bosnien und Herzegowina annektiert und die Bosnienkrise auslöst. In der Folge und mit dem Stachel der noch frischen Niederlage gegen Japan wird Russland erneut von diplomatischen Intrigen und Kräften jenseits seiner Grenzen erschüttert.
Darsteller
- Gayle Hunnicutt: Alix von Hessen-Darmstadt
- Charles Kay: Zar Nikolaus II.
- Laurence Naismith: Kaiser Franz Joseph I.
- Barry Foster: Kaiser Wilhelm II.
- Peter Vaughan: Alexander Iswolski
- Derek Francis: König Edward VII.
- John Bennett: Georges Clemenceau
- John Moffatt: Alois Lexa von Aehrenthal
- Frank Middlemass: Pjotr Stolypin
- Andrew Keir: Henry Wickham Steed
- Peter Dyneley: Reichskanzler Bernhard von Bülow
- Shirley Dixon: Iswolskis Frau
- Tom Criddle: Sir Edward Grey
- Ed Devereaux: Friedrich Pourtalès
- Haydn Wood: Offizier
- Peter Whittaker: Sekretär

10. Indian Summer of an Emperor (1914)
- Regie: Donald McWhinnie
- Drehbuch: Robert Muller
- Produktion: Stuart Burge
- Kamera: A. A. Englander
- Schnitt: Sheila S. Tomlinson

Franz Josef fürchtet um die Zukunft Österreich-Ungarns in den Händen seines reformfreudigen Neffen und mutmaßlichen Erben Franz Ferdinand, vor allem wegen der Zeit, die er mit Kaiser Wilhelm II. verbringt. Bald erhält er jedoch die Nachricht von der Ermordung von Franz Ferdinand und seiner nicht ebenbürtigen Frau Sophie Chotek in Sarajevo. Zunächst akzeptiert er die „Vorsehung“ des Ereignisses und lehnt Aufrufe ab, die Armee zu mobilisieren und Serbien zu bestrafen. Dann jedoch gibt er dem vielfältigen Drängen nach einem sofortigen und entschlossenen Vorgehen gegen Serbien nach. Dabei wird die Kriegsbereitschaft Russlands und die militärische Bedrohung durch Frankreich unterschätzt und so eine Kette von Ereignissen in Gang gesetzt, die zum Ausbruch des Ersten Weltkriegs führen.
Darsteller
- Laurence Naismith: Kaiser Franz Joseph I.
- Barry Foster: Kaiser Wilhelm II.
- Nora Swinburne: Katharina Schratt
- Peter Woodthorpe: Erzherzog Franz Ferdinand
- T. P. McKenna: Graf Franz Conrad von Hötzendorf
- Michael McStay: Graf Alfred von Montenuovo
- Neville Barber: Graf Eduard von Paar
- Peter Copley: Reichskanzler Theobald von Bethmann Hollweg
- George Merritt: Eugen Ketterl
- Robert Tayman: Adjutant # 1
- Ian Ricketts: Adjutant # 2
- Noel Davis: Ladislaus von Szögyény-Marich
- Brian Hawksley: Sir Arthur Nicolson, 1. Baron Carnock
- Roy McArthur: Erzherzog Karl I.
- Heather Page: Erzherzogin Zita
- Clyde Pollitt: Kottwitz
- Melanie Peck: Dienstmädchen
- Jay Neill: Heller

11. Tell the King the Sky Is Falling (1914–1916)
- Regie: David Sullivan Proudfoot
- Drehbuch: John Elliot und Elizabeth Holford
- Produktion: Stuart Burge
- Kamera: Peter Sargent
- Schnitt: Peter Evans

Als die Entschlossenheit und die Moral der russischen Armee sinken, beschließt Nikolaus II., die Hauptstadt zu verlassen, um persönlich das Kommando über die Armee zu übernehmen, und lässt Alexandra als seine Augen und Ohren in Petrograd zurück. Sein Sohn Alexei gesellt sich bald zu ihm, aber dessen schwache Konstitution führt bald zu einem weiteren Gesundheitsproblem. Alexandra, die zunehmend unbeliebt und unsicher wird, verlässt sich stark auf den Rat und die Heilung des Glaubensheilers Grigori Rasputin, der auch die Zarin darin berät, welche religiösen Menschen an der Regierung beteiligt sein sollten. Infolgedessen wird Alexander Protopopov zum Minister ernannt. Dessen Unfähigkeit aber veranlasst andere Politiker wie Michail Rodzianko und Alexander Trepov, Änderungen zu planen.
Darsteller
- Charles Kay: Zar Nikolaus II.
- Gayle Hunnicutt: Alix von Hessen-Darmstadt
- Charles Gray: Michail Rodzianko
- John Phillips: Großherzog Nikolai
- Nigel Stock: General Michail Alexejew
- Hugh Burden: Alexander Protopotow
- Michael Aldridge: Grigori Rasputin
- Frank Mills: Alexander Trepow
- Rosalie Crutchley: Marie zu Mecklenburg
- Ann Castle: Elisabeth von Hessen-Darmstadt
- Miriam Margolyes: Anna Wyrubowa
- Piers Flint-Shipman: Alexei Romanow
- Pippa Vickers: Anastasia Romanowa
- Alix Kirsta: Maria Golovina
- Anthony Collin: Manus
- Barbara Keogh: Barbara
- Martha Nairn: Olga Romanowa
- Henrietta Baynes: Tatjana Romanowa
- Prue Clarke: Marija Romanowa

12. The Secret War (1917)
- Regie: Michael Lindsay-Hogg
- Drehbuch: John Elliot und Ken Hughes
- Produktion: Stuart Burge
- Kamera: Peter Sargent
- Schnitt: Chris Wimble

Während der Erste Weltkrieg weitergeht, erlaubt der seiner Verantwortung müde gewordene Kaiser Wilhelm II., Ludendorff, Hindenburg, Admiral von Holtzendorff und Bethmann-Hollweg, riskantere Strategien für einen Sieg vorzuschlagen (wie etwa einen uneingeschränkten U-Boot-Krieg gegen neutrale Schiffe). Nachdem Rasputin nun tot ist, stiftet Alexander Kerensky eine offene Revolte in der Duma an, die sein Beharren auf der Abdankung des Zaren unterstützt. Der Kaiser, der befürchtet, einen „bolschewistischen Erzfeind“ zu schaffen, erlaubt Lenin und seinen Landsleuten widerwillig, aus dem Schweizer Exil durch Deutschland zu reisen. Mit Hilfe des Industriellen Parvus gelangen die Russen schließlich nach St. Petersburg und werden wie Helden empfangen.
Darsteller
- Patrick Stewart: Wladimir Lenin
- Lynn Farleigh: Nadeschda Krupskaja
- Gayle Hunnicutt: Alix von Hessen-Darmstadt
- Charles Kay: Zar Nikolaus II.
- Barry Foster: Kaiser Wilhelm II.
- Marius Goring: Paul von Hindenburg
- Michael Bates: Erich Ludendorff
- Peter Copley: Reichskanzler Theobald von Bethmann Hollweg
- Michael Gough: Alexander Parvus
- Tom Conti: Glaskow
- Jim Norton: Alexander Kerenski
- Malcolm Terris: Mieczysław Broński
- Hugh Burden: Alexander Protopotow
- David Collings: Pawel Miljukow
- Esmond Knight: General Nikolai Russki
- Alan Cullen: Admiral Henning von Holtzendorff
- Basil Clarke: Pjotr Vojkov
- Ronald Govey: Nikolos Tschcheidse
- John Rae: Georgi Lwow
- Tom Kempinski: Soldat der Bolschewiki
- John Rhys-Davies: Grigori Sinowjew
- John Rees: Russischer Offizier
- Leonard Fenton: Nikolai Markow
- Eric Carte: Berater des Kaisers
- Colin Jeavons: Drucker
- Isabelle Stanton: Auswanderin
- Ann Zelda: Parvus Sekretärin

13. End Game (1918)
- Regie: Rudolph Cartier
- Drehbuch: Keith Dewhurst
- Produktion: Stuart Burge
- Kamera: Peter Sargent
- Schnitt: Peter Evans

Mit dem Tod von Franz Joseph (gefolgt von seinen Großneffen Karl I. und IV.) und den von den Bolschewiki hingerichteten Romanows ist Kaiser Wilhelm II. praktisch der einsame Adler, der noch steht. Deutsche Truppen ziehen von der jetzt friedlichen russischen Front nach Westen, aber die Frühjahrsoffensive scheitert, und die Alliierten machen überraschende Fortschritte in Frankreich und Belgien. Wilhelms Optimismus in Bezug auf den Kampfwillen seiner Soldaten wird vom Generalstab nicht ganz geteilt, insbesondere wegen der zunehmenden Erosion der Heimatfront. Als Zugeständnis an die Reform wird Wilhelms Cousin Prinz Max zum Kanzler ernannt, aber das beschleunigt nur den Ruf nach Veränderung. Die Deutsche Revolution von 1918 erzwingt schließlich die Abdankung des Kaisers und er flieht ins Exil in die Niederlande.
Darsteller
- Barry Foster: Kaiser Wilhelm II.
- Marius Goring: Paul von Hindenburg
- Michael Bates: Erich Ludendorff
- Griffith Jones: Paul von Hintze
- Eve Pearce: Kaiserin Dora
- Laurence Hardy: Prinz Max von Baden
- Colin Baker: Kronprinz Wilhelm
- John Robinson: General Georg Alexander von Müller
- Geoffrey Toone: Wilhelm Groener
- Erik Chitty: Reichskanzler Georg von Hertling
- Peter Schofield: Reichspräsident Friedrich Ebert
- Kevin Brennan: Graf Bentinck
- Jon Croft: Feldwebel